# La Valle (thị trấn), Wisconsin
La Valle là một thị trấn thuộc quận Sauk, tiểu bang Wisconsin, Hoa Kỳ. Năm 2010, dân số của thị trấn này là 1.297 người.